# تاکه‌ئو تاکاگی
تاکه‌ئو تاکاگی (انگلیسی: Takeo Takagi; ۲۵ ژانویهٔ ۱۸۹۲ – ۸ ژوئیهٔ ۱۹۴۴) فرد نظامی اهل ژاپن بود.
وی همچنین برندهٔ جوایزی همچون نشان خورشید فروزان شده‌است.